# Ramón Ballester
Ramón Ballester (Ramon Ballester en catalán) fue un noble mallorquín del siglo XIII. Era el alcaide del castillo de Alaró en 1285, cuando había sido ocupada toda la isla de Mallorca por Alfonso III de Aragón. 
El 25 de noviembre de 1285, mientras Jaime II de Mallorca estaba en Perpiñán, Alfonso instó a la rendición del castillo, último reducto de los defensores del rey de Mallorca. El 30 de diciembre de produjo el asalto al castillo, en el que la guarnición formada por el propio Ramón Ballester, Guillem Capello, Guillem Bassa, Arnau Ramon, Lleonard Marsello y Albert Perpinyà, quienes murieron quemados durante la defensa.
- Datos: Q9066357